# Ворота Корана
Ворота Корана (перс. دروازه قرآن‎ Darvāzeh Qur’an) — исторические ворота на севере города Шираз, Иран.
Они расположены на северо-восточном выходе из города, на пути к Мервдешту и Исфахану, между горами Баба Кухи и Чехель Макам в каньоне Аллах Акбар. Над главным проездом есть специальное помещение, из-за которого ворота и получили своё название — в этом помещении хранится Коран.
9 декабря 1996 года Ворота Корана под номером 1800 вошли в список национальных памятников Ирана.

## История
В древности Шираз имел шесть ворот: Ворота Корана, Ворота Исфахана (перс. دروازه اصفهان‎), Ворота Саади (перс. دروازه سعدی‎), Ворота Кесабхане (мясников; перс. دروازه قصابخانه‎), Ворота Казеруна (перс. دروازه کازرو‎), Ворота Шаха да'а иля Аллах (перс. دروازه شاه داعی الی اللّه‎). Из них только Ворота Корана сохранились до наших дней, хотя места бывшего расположения остальных ворот известны.
Впервые Ворота Корана были построены при правлении Адуда ад-Даула. Место для строительства ворот было выбрано не случайно — из ущелья Великого Аллаха («Аллах Акбар Гордже»), где они стоят, открывается панорама практически всего Шираза (во всяком случае средневековой его части) и каждый мусульманин, который видел это великолепие, восхвалял Аллаха за его доброту к людям, позволяющую им создавать подобные города. 
До времен династии Зенд они сильно пострадали, поэтому их отстроили и добавили небольшое помещение сверху, в которое поместили две книги Корана, известные под названием Хифдах-Ман, написанные рукой Султана Ибрагима Бин Шахруха Гурекани. По поверью, когда путники на пути из города проходили сквозь ворота, то на них снисходило благословение Святой Книги, и это им должно было помочь на пути к северным городам.
При правлении династии Каджаров ворота претерпели значительные повреждения вследствие многочисленных землетрясений. Впоследствии их отстроил Мухаммед Заки Хан Нури. 1937 года это здание по приказу Резы Пехлеви разрушили, а обе книги Корана перенесли в Музей Парс в Ширазе, где они хранятся до сих пор. В 1949 году купец Хосейн Игар, также известный под именем Этемад аль-Теджар, восстановил арку ворот.
Новые ворота — большего размера, чем предыдущие, и имеют кроме большого прохода два малых по бокам. Над боковыми проходами со всех сторон есть надписи шрифтом сулюс и насх, которые представляют собой аяты из сур Корана. Сверху над воротами, как и в прежней постройке, также есть небольшое прямоугольное помещение.

## Другие достопримечательности вблизи ворот
На расстоянии менее 10 метров от ворот находится могила поэта Хаджу Кермани, а менее чем в километре — сад Джахан Нама и мавзолей Хафиза.
Сегодня Ворота Корана являются частью городского парка, где ширазцы проводят своё свободное время.